# مول فالي (دائرة انتخابية في المملكة المتحدة)

مول فالي دائرة انتخابية

مول فالي (بالإنجليزية: Mole Valley)‏ هي إحدى الدوائر الانتخابية في المملكة المتحدة الممثلة في مجلس العموم في برلمان المملكة المتحدة.
عضو البرلمان الذي يمثلها حالياً هو :Sir Paul Beresford (Con).